# Black Box: The Complete Original Black Sabbath (1970–1978)
Black Box: The Complete Original Black Sabbath (1970–1978) — бокс-сет первых восьми альбомов хэви-метал-группы Black Sabbath, вышедший в 2004 году.

## О бокс-сете
Набор состоит из альбомов с первым вокалистом группы Оззи Осборном, который был уволен из группы в 1979 году после завершения турне Never Say Die!. Это событие обозначило конец существования оригинального состава группы, в который входили Оззи Осборн, гитарист Тони Айомми, басист Гизер Батлер и ударник Билл Уорд. Все 8 альбомов подверглись цифровому ремастерингу. Упаковки CD-дисков сделаны в стиле упаковок виниловых LP-пластинок, кроме того, набор включает в себя 80-страничный буклет, написанный Генри Роллинзом, Крисом Велчем и Брайаном Айвисом, а также четырёхпесенный DVD, содержащий старые клипы. Альбомы включены в сет в следующем порядке:

## Список дисков
- 1970 — Black Sabbath
- 1970 — Paranoid
- 1971 — Master of Reality
- 1972 — Volume 4
- 1973 — Sabbath Bloody Sabbath
- 1975 — Sabotage
- 1976 — Technical Ecstasy
- 1978 — Never Say Die!

DVD диск
- «Black Sabbath»
- «Paranoid»
- «Iron Man»
- «Blue Suede Shoes»

Состав дисков соблюдает оригинальные издания, за исключением дебютного альбома, который имеет изменённый порядок, так как он включает в себя песню «Evil Woman», заменённую в оригинальном европейском издании на «Wicked World».
Издание содержит буклет с историей группы, эссе, интервью, датами и текстами песен, лично проверенные Гизером Батлером, главным автором текстов.